# Alfred Görgl
Alfred Görgl (* 12. August 1908 in Wscherau, Österreich-Ungarn; † 9. Januar 2002) war ein deutscher Lehrer und Lyriker.

## Leben und Wirken
Er wurde als Sohn eines Weichenwärters geboren und wuchs teilweise auf dem Land und in Falkenau auf. Nach dem Schulbesuch in Eger studierte er Germanistik und Slawistik an der Deutschen Universität in Prag und promovierte zum Dr. phil. Er wechselte in den Lehrerberuf. Seit 1927 veröffentlichte er Gedichte und Prosa. 
1937 wurde Görgl zu den Dichtern gerechnet, die „sich mit verzweifelter Kraft gegen die überhandnehmende slawische Gewalt, die kein Mittel unversucht lässt, alles Deutschtum in der Wurzel zu knicken“, wehren.
Nach dem Ende des Zweiten Weltkrieges wurde Görgl aus der Tschechoslowakei ausgewiesen. Er ließ sich in Kassel in Hessen nieder.

## Werke (Auswahl)
- Frommer Alltag. Gedichte. Kraft, Karlsbad 1935.
- Naturschilderung und geschichtliche Darstellung in den Werken Charles Sealsfields (Karl Postls), o. O., o. J. [1939].
- (mit Toni Schönecker): Leuchtende Welt. Prag o. J. [1939].
- Geschenk der Erde. Gedichte. Kraft, Karlsbad, Leipzig 1940.
- Sudetendeutsche Soldaten. In: Franz Höller (Hg.): Prager Jahrbuch 1943. Prag 1943, S. 140.
- Blumen, Bäume, Jahre. Willebadessen, Düsseldorf 1993.

## Auszeichnungen
- 1943 Adalbert-Stifter-Literaturpreis
- 1955 Sudetendeutscher Kulturpreis